# Biroia pubescens
Biroia pubescens är en stekelart som först beskrevs av Bhat och Gupta 1977.  Biroia pubescens ingår i släktet Biroia och familjen bracksteklar. Inga underarter finns listade.